# Danielle de St. Jorre

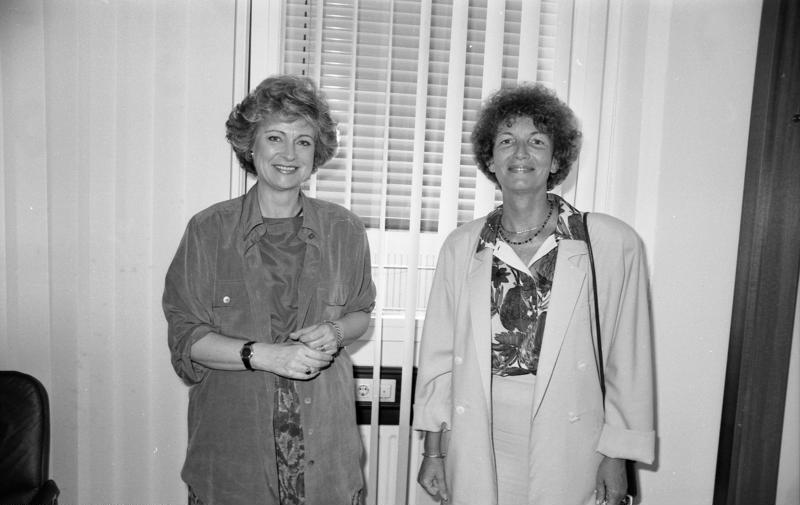
Danielle de Saint Jorre (rechts) bei einem Besuch in Bonn mit Michaela Geiger (1991)

Danielle Marie-Madeleine de St. Jorre d’Offay (* 30. September 1941 (nach anderen Quellen: 1943) in Mahé, Seychellen; † 25. Februar 1997 in Paris) war eine Politikerin aus den Seychellen, die nicht nur Außenministerin war, sondern sich insbesondere für die Einführung des Kreolischen als Nationalsprache der Seychellen einsetzte.

## Biografie
Danielle de St. Jorre absolvierte nach dem Schulbesuch Studien an der University of York, der Universität London sowie der University of Edinburgh und war danach zunächst Lehrerin. Später war sie Direktorin des Teacher Training College, ehe sie Staatssekretärin im Erziehungsministerium wurde.
In dieser Funktion setzte sie sich dafür ein, die englische Schulsprache um die Kreolsprachen zumindest zu erweitern. Zusammen mit der Kreolistin Annegret Bollée veröffentlichte sie eine Übersetzung des Evangeliums nach Markus (1974) in Kreol sowie 1978 eine Orthographie zur kreolischen Sprache unter dem Titel Apprenons la nouvelle orthographe. Damit schuf sie wichtige Grundlagen für den nächsten Schritt in der seychellischen Sprachpolitik: 1981 beschloss ein Parteitag der Einheitspartei Seychelles People’s Progressive Front (SPPF), das Kreolische zur ersten Nationalsprache zu erheben, mit dem Englischen als zweiter und dem Französischen als dritter Landessprache, und das Kreolische ab 1982 in den Schulen einzuführen. 1983 wurde unter ihrer Präsidentschaft die Vereinigung der kreolischsprachischen Gemeinschaft (Bann Zil Kreol) gegründet.
Danach war sie zwischen 1987 und 1989 Unterstaatssekretärin im Ministerium für Auswärtiges und Planung.
1989 wurde sie dann von Präsident France-Albert René zur Außenministerin  sowie Ministerin für Wirtschaftsplanung ernannt. Im Rahmen einer Kabinettsumbildung wurde sie 1992 zusätzlich Umweltministerin. Diese Ämter bekleidete sie bis zu ihrem Tod 1997.
Das International Ocean Institute vergibt ihr zu Ehren seit 2000 ein „Danielle de St. Jorre-Stipendium“ an Frauen aus kleinen Inselstaaten, die sich mit Meeresforschung befassen.